# Алиаббас Музниб
Алиаббас Музниб (азерб. Əliabbas Müznib; 1883, Баку, Бакинский уезд, Бакинская губерния, Российская империя — 28 августа 1938, Баку, Азербайджанская ССР, СССР) — азербайджанский поэт, писатель, журналист, литературовед и переводчик.

## Биография
Родился в 1883 году в Баку. Начальное образование получил в медресе, в совершенстве выучил арабский и персидский языки. 
Заниматься литературой начал с 1905 года, публикуя свои первые стихи в разных азербайджанских газетах, а затем в 1910 году издал свою под названием «Хилал». Уже первый номер, в котором критиковались устои, был снят с продажи, а сама газета была запрещена цензурой. В дальнейшем Алиаббас занимался переводом западной и русской литературы на азербайджанский язык.
После установления Советской власти некоторое время работал в печати. Но из-за того, что его работы подвергались критике за пропаганду азербайджанского национализма, он был вынужден в 1926 году уйти в отставку. Тем не менее, он продолжил издавать книги классиков азербайджанской литературы. 
Был арестован 1937 года  и расстрелян 27 августа. Посмертно реабилитирован в 1956 году.